# Madison (Nova Jersey)
Madison és una població dels Estats Units a l'estat de Nova Jersey. Segons el cens del 2007 tenia 16.046 habitants.

## Demografia
Segons el cens del 2000, Madison tenia 16.530 habitants, 5.520 habitatges, i 3.786 famílies. La densitat de població era de 1.519,6 habitants/km².
Dels 5.520 habitatges en un 31,3% hi vivien nens de menys de 18 anys, en un 57,6% hi vivien parelles casades, en un 8,2% dones solteres, i en un 31,4% no eren unitats familiars. En el 25,6% dels habitatges hi vivien persones soles el 10% de les quals corresponia a persones de 65 anys o més que vivien soles. El nombre mitjà de persones vivint en cada habitatge era de 2,53 i el nombre mitjà de persones que vivien en cada família era de 3,05.
Per edats la població es repartia de la següent manera: un 20,6% tenia menys de 18 anys, un 17,6% entre 18 i 24, un 28,3% entre 25 i 44, un 20,5% de 45 a 60 i un 13% 65 anys o més.
L'edat mediana era de 34 anys. Per cada 100 dones de 18 o més anys hi havia 86,7 homes.
La renda mediana per habitatge era de 82.847 $ i la renda mediana per família de 101.798 $. Els homes tenien una renda mediana de 62.303 $ mentre que les dones 42.097 $. La renda per capita de la població era de 38.416 $. Aproximadament el 2% de les famílies i el 3,4% de la població estaven per davall del llindar de pobresa.

## Poblacions més properes
El següent diagrama mostra les poblacions més properes.